# Heart and soul (Willy DeVille)
Heart and soul is een lied van Willy DeVille. Hij bracht het in 1987 uit op zijn album Miracle, dat zowel op een elpee als een cd verscheen. Hij schreef het nummer zelf.
In 1994 werd het nummer gecoverd door Piet Veerman die het gebruikte als titelsong van zijn album My heart and soul. Ook verscheen het een jaar later op zijn verzamelalbum Zijn mooiste songs.
In het lied droomt een man over zijn huwelijk met een vrouw. Ze staan in een kerk en een koor zingt Ave Maria. Hij droomt dat hij haar met hart en ziel het ja-woord geeft.